# Demain nous appartient
Demain nous appartient (traducción en español: Mañana nos pertenece) es una serie de televisión francesa creada por Frédéric Chansel, Laure de Colbert, Nicolas Durand-Zouky, Éline Le Fur, Fabienne Lesieur y Jean-Marc Taba. Se emitió por primera vez en TF1 el 17 de julio de 2017.

## Reparto

### Principal
Los títulos de apertura cambian regularmente para presentar a los personajes involucrados en las historias actuales.
| Actor/Actriz                     | Personaje                  | Temporada(s) |
| -------------------------------- | -------------------------- | ------------ |
| Ingrid Chauvin                   | Chloé Delcourt             | 1-2-3-4      |
| Lorie Pester                     | Lucie Salducci             | 1-2          |
| Charlotte Valandrey              | Laurence Moiret            | 1-2-3        |
| Alexandre Brasseur               | Alexandre "Alex" Bertrand  | 1-2-3-4      |
| Maud Baecker                     | Anna Delcourt              | 1-2-3-4      |
| Samy Gharbi                      | Karim Saeed                | 1-2-3-4      |
| Clément Eémiens                  | Maxime Bertrand-Delcourt   | 1-2-3-4      |
| Solène Hébert                    | Victoire Lazzari           | 1-2-3-4      |
| Anne Caillon                     | Flore Vallorta             | 1-2-3-4      |
| Hector Langevin                  | Barthélémy "Bart" Vallorta | 1-2-3-4      |
| Samira Lachhab                   | Leïla Beddiar              | 1-2-3-4      |
| Axel Kiener                      | Samuel Chardeau            | 1-2-3-4      |
| Ariane Séguillon                 | Christelle Moreno          | 1-2-3-4      |
| Arnaud Henriet                   | Sylvain Moreno             | 1-2-3-4      |
| Lou Jean                         | Betty Moreno               | 1-2-3-4      |
| Juliette Tresanini               | Sandrine Lazzari           | 1-2-3-4      |
| Jean-Baptiste Lamour Théo Cosset | Arthur Lazzari-Moiret      | 1-2 2-3-4    |
| Emma Smet                        | Sofia Daunier-Jacob        | 2-3-4        |
| Maïna Grézanlé                   | Manon Daunier-Jacob        | 2-3-4        |
| Julie Debazac                    | Aurore Jacob               | 2-3-4        |
| Kamel Belghazi                   | William Daunier            | 2-3-4        |
| Vanessa Demouy                   | Rose Latour                | 2-3-4        |
| Marie Catrix                     | Morgane Guého              | 2-3-4        |
| Frédéric Diefenthal              | Antoine Myriel             | 3-4          |

### Recurrente
Estos personajes han aparecido en al menos un centenar de episodios.
| Actor/Actriz                              | Personaje                | Temporada(s) |
| ----------------------------------------- | ------------------------ | ------------ |
| Luce Mouchel                              | Marianne Delcourt        | 1-2-3-4      |
| Coline Bellin Sylvie Filloux Alice Varela | Judith Delcourt-Bertrand | 1 1-2 3-4    |
| Kenza Saïb-Couton                         | Soraya Beddiar           | 1-2-3-4      |
| Marysole Fertard                          | Margot Robert            | 1-2-3        |
| Franck Monsigny                           | Martin Constant          | 1-2-3-4      |
| Atmen Kelif                               | Bilel Beddiar            | 1-2-3-4      |
| Sahelle de Figueiredo                     | Noor Beddiar             | 1-2-3-4      |
| Camille Genau                             | Sara Raynaud             | 1-2-3-4      |
| Garance Teillet                           | Jessica Moreno           | 1-2-3        |
| Joaquim Fossi                             | Dylan Moreno             | 1-2-3        |
| Sandrine Salyères                         | Gwen                     | 1-2          |
| Rani Bheemuck                             | Lou Clément              | 1-2-3-4      |
| Mathieu Alexandre                         | Tristan Girard           | 1-2-3-4      |
| Pierre Deny                               | Renaud Dumaze            | 1-2-3-4      |
| Liam Baty                                 | Rémy Valski              | 1-2-3-4      |
| Cyril Garnier                             | Thomas Delcourt          | 1-2-3-4      |
| Linda Hardy                               | Clémentine Doucet        | 1-2-3-4      |
| Mayel Elhajaoui                           | Georges Caron            | 1-2-3-4      |
| Farouk Bermouga                           | Victor Brunet            | 1-2-3-4      |
| Grégoire Champion                         | Timothée Brunet          | 2-3-4        |
| Clémence Lassalas                         | Charlie Molina           | 2-3-4        |
| Marion Christmann                         | Amanda Faro              | 2-3-4        |
| Audrey Looten                             | Virginie Corkas          | 2-3-4        |
| Gianni Giardinelli                        | Patrick                  | 2            |
| Victoria Abril                            | Rebecca                  | 4            |
| Jennifer Lauret                           | Raphaëlle                | 4            |